# Salir del armario

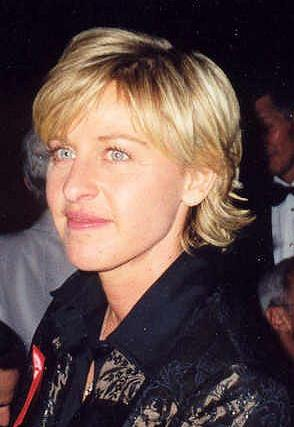
La salida del armario de Ellen DeGeneres en los medios y en su serie de televisión cambió la representación de las lesbianas en los medios del mundo occidental y ha sido descrita como la salida más pública en la historia gay.

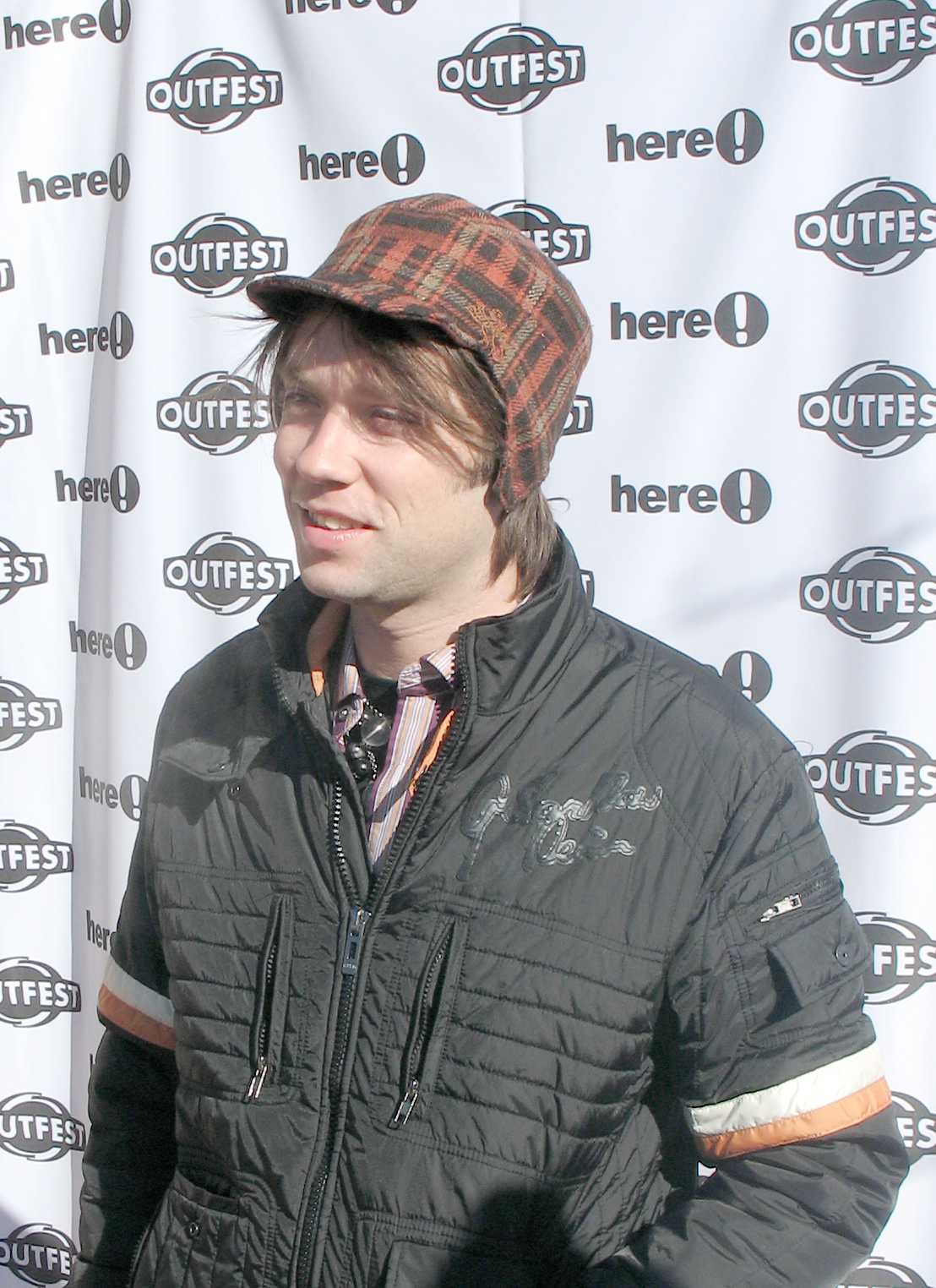
El cantautor Rufus Wainwright es uno de los músicos que participaron en la campaña del Día para salir del armario en el año 2002.

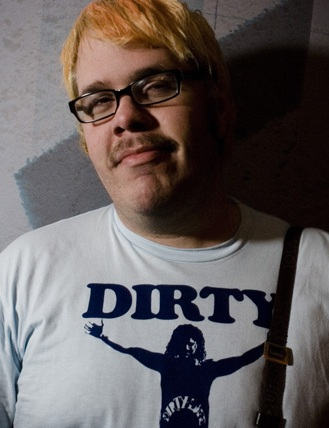
El bloguero Perez Hilton ha sido criticado por sus intentos de sacar del clóset a los famosos.

Salir del armario, salir del clóset o salir del placard  son modismos que, aplicados a las personas, significan «declarar voluntaria y públicamente su orientación sexual, orientación romántica o identidad de género». Funciona como analogía de algo guardado o escondido, a la vez que gráfica la sensación de encierro y oscuridad de esas personas que debían disimular o esconder su orientación sexual para no ser descubiertas y estigmatizadas; y que «saca a la luz» (descubre, muestra) un aspecto de su vida que hasta ese día tenía escondido.
Una vez revelada la situación, se dice de la nueva condición «estar fuera del armario». Por oposición, se dice «estar en el armario» de quien mantiene en secreto o niega públicamente su orientación sexual, romántica o su identidad de género. Cuando es otro quien revela a la persona (en contra de su voluntad), se emplea la expresión «sacar [a alguien] del armario» (del inglés outing). Hasta comienzos del siglo XXI era común que las personas no salieran del armario hasta después de su emancipación familiar, es decir, hasta dejar de vivir con los padres y depender de ellos económicamente.
Al principio, esa expresión únicamente hacía referencias a personas homosexuales que hablaban de su identidad sexual, pero posteriormente el significado se ha ampliado a otros colectivos y situaciones, refiriéndose en general a la declaración de algo que se mantenía oculto y que puede provocar sorpresa, vergüenza, odio o sanción. Lo que se revela puede ser un comportamiento considerado ilícito o inconveniente o bien la pertenencia a un colectivo (frecuentemente una minoría) susceptible de ser estigmatizado o discriminado, sea por la sociedad en general o en un ámbito más restringido, como puede ser el laboral. Algunos ejemplos: revelarse como ateo (en una sociedad mayoritariamente creyente o bien en un colectivo dentro de esa sociedad en que los ateos han sido particularmente estigmatizados), revelarse como afiliado a un determinado partido político, ser de una corriente minoritaria dentro de un partido político u organización o llevar a cabo acciones de lucha sindical exponiéndose a una sanción.

## Origen de la expresión
El origen de la expresión —relativamente moderna— proviene de la traducción literal de la frase anglosajona coming out of the closet, de donde se origina el concepto. A su vez derivada de otra expresión anglosajona (to have a skeleton in the closet), traducida como 'tener un esqueleto en el armario', que significa tener algo vergonzoso u oculto que no se quería hacer público.

## Efectos
Como las personas LGTB históricamente han sufrido (y en muchos casos sufren) discriminación e incluso persecución, salir del armario sigue siendo un desafío para gran parte de esta población, ya que supone exponerse al rechazo social, a la discriminación heterosexista e incluso a la violencia homófoba.
En los países donde la homosexualidad está penalizada por ley, el hecho de salir del armario puede constituir una prueba autoincriminatoria. Pero, incluso en los países donde el grado de reconocimiento legal y de aceptación social de la homosexualidad es elevado, salir del armario puede suponer exponerse al rechazo en un ámbito más cercano (familia, amigos, compañeros de trabajo...).

## Salir del armario por país

### España
Teniendo en cuenta que, según los estudios demográficos sobre orientación sexual realizados en las últimas décadas, aproximadamente del 5 al 10 % de la población es gay, en un país como España, podría haber entre 2 y 4 millones de personas con esta orientación sexual:

En 1996, Antonio Pérez Henares y Carlos Malo de Molina ofrecieron el primer porcentaje de población homosexual en España, el 2 %, una cifra corregida más recientemente por la Consultoría Arcoíris, que ha elevado hasta el 10 % de la población el porcentaje de gais que viven en el país. Sobre esta estimación ha trabajado el Gobierno, que considera que la legalización del matrimonio entre personas del mismo sexo concederá un nuevo derecho a cuatro millones de españoles.

Sin embargo, es difícil, por no decir imposible, obtener una estadística exacta, ya que se cuestiona la metodología utilizada para elaborar dichos informes.

### Estados Unidos
Hoy en día, muchos homosexuales, bisexuales y transgéneros están saliendo del armario en la adolescencia, aunque no todos son aceptados por sus familias.
Estudios publicados en 2007 muestran que casi la mitad de los muchachos que viven en la calle en EE. UU. son homosexuales, ya que los padres los echaron de casa cuando se enteraron de su orientación sexual. No existen hasta el momento estudios similares en países hispanohablantes.